# Concha García Zaera
Concepción García Zaera (Valencia, 12 de junio de 1930-20 de julio de 2023) fue una artista digital española reconocida por su tarea en la elaboración de dibujos isométricos, para los que empleaba el software de edición fotográfica Microsoft Paint. Sus composiciones de estilo realista, entre las que destacan numerosos paisajes y objetos, son consideradas obras del arte de píxel.

## Trayectoria
Concha García Zaera perteneció a una generación de artistas surgidos de la posguerra española, quienes adoptaron el realismo como base fundamental de su obra. La censura aplicada por la dictadura franquista llevó al exilio a un gran número de pintores, escultores y escritores que abandonaron España para seguir conectados a las corrientes vanguardistas, mientras que otros, como Conchín, permanecieron en el país y abrazaron el impresionismo y el expresionismo que reivindicaba principalmente la llamada Joven Escuela Madrileña.
Nacida en el seno de una familia humilde, tuvo una infancia marcada por los vaivenes de la enfermedad sufrida por uno de sus hermanos. La escasez de recursos la obligó, como a tantas mujeres de su época, a desarrollar su formación en un entorno estrictamente doméstico hasta los dieciocho años, edad en la que obtuvo su primer empleo como ayudante en un laboratorio fotográfico. Allí fue donde descubrió su pasión por la fotografía y la pintura paisajista de autor, practicándola mayormente con óleo sobre lienzo. Según relata en algunas de sus entrevistas, «el fuerte olor que desprendía el disolvente de la pintura» fue el motivo que la impulsó, definitivamente, a explorar los formatos digitales.
En 2004, Concha García Zaera ingresó en la Universitat Popular de València, donde estudió artes plásticas con el fin de perfeccionar las técnicas de pintura y dibujo. Poco después, sus hijos le regalaron un ordenador con el que aprendió a plasmar su arte en la pantalla a través del programa Microsoft Paint. 
Contó con más de 80 obras de gran realismo y sobriedad cromática, basadas sobre todo en paisajes que parecen inalterables al paso del tiempo.

## Fenómeno viral
Concha García Zaera se convirtió en una de las artistas más reconocidas del arte de píxel español gracias a la publicación de sus obras en las redes sociales (en especial Instagram).
Tras conceder una primera entrevista en la Cadena SER en marzo de 2018, las plataformas Facebook y Twitter sirvieron como trampolín para dar a conocer sus trabajos a través de Internet, lo cual la llevó a ser catalogada también como uno de los fenómenos virales del momento.